# Altaj
 Ovo je glavno značenje pojma Altaj. Za istoimenu rusku republiku pogledajte Republika Altaj.
Altaj (mong. Altain-ula – brda zlata), gorje u srednjoj Aziji, strukture kao Alpe, samo veće; ide od Irtiša do Džungarije na sjeveru do Sajanskoga i Kolivanskoga gorja.
Altajsko gorje je naziv UNESCO-ove svjetske baštine koja se sastoji od planinskog vijenca Altaj, rezervata prirode Katun, Jezera Teleckoje (Озеро Телецкое), Planine Bjeluha (Белуха) i visoravni Ukok u središnjem Sibiru. Ovo područje, veličine 16.175 km2, nalazi se u ruskim republikama Altaj i Tuva te u Novosibirskoj oblasti. 

## Geologija
Tek u najkasnijem tercijaru tu se javljaju bore. Rijeke su erodirale doline i otkrile stari temeljni kamen (1600 – 2300 m). Veliki Altaj ili Ektag Altaj najjače je razvito gorje s vrhom Bjeluhom (4.540 m), u kome je snježna granica na visini od 2500 – 3000 m, a sedla su visoka i teška (Ulau Daban i Čapčan Daban preko 3000 m); dalje se razgranjuje Narim gorje (3600 m) na vrelu Irtiša i Sajdjule (4000 m) kao razvedeni lanac. Uz glavnu su kosu poredane neke sporedne kose do 2000 m, tako Kalbin gorje i Kuznjecki Alatau. Altaj se za ledenih doba vrlo promijenio, a ostaci ledenjaka sežu do 350 m; na recentnim ledenjacima Čulišman i Bi ja leži glacijalno jezero Telecki; djelovanje ledenjaka pretvorilo je mnoge doline u stepske nizine. Altaj ima posve kontinentalni karakter, u gornjim su dijelovima stepe i pašnjaci, a u donjim je neprekidna šuma, zapravo nastavak Tajge, pa je ruska kolonizacija prodrla samo u niske doline. Urođenici su gorski Kalmuki, ostaci raznih plemena i sibirskih Kozaka, pripadaju turskom jezičnom rodu, kome je upravo u Altaju početak. Na rubnom gorju kopa se zlato, srebro, željezna rudača i ugljen. Drugi je dio Mongolski ili Gobi A. (4500 m), izgrađen od gnajsa i kremena, strši visoko između Džungarije i Mongolije; iz Džungarije vide se veličanstvene stijene, 3500 m visine, dok se prema jugu posve snizuju. Sedla su uska i visoka (do 3500 m) pa vode iz Džungarije u Kobdo. Žitelji su muslimanski Kirgizi, koji pasu svoja stada.